# Bruno Roschnafsky
Marius Bruno Roschnafsky (* 4. April 1970 in Orăștie, Siebenbürgen) ist ein deutsch-rumänischer Basketballtrainer und ehemaliger -spieler. Der rumänische Nationalspieler scheiterte mit der rumänischen Nationalmannschaft 1992 in der Qualifikation für das olympische Basketballturnier, bevor er anschließend 13 Jahre in der Heimat seiner deutschen Vorfahren spielte. Neben einer rumänischen Meisterschaft 1992 wurde Roschnafsky 2001 mit Herzogtel Trier deutscher Pokalsieger. Nach 2005 spielte er noch weitere fünf Jahre in seiner Heimat Cluj-Napoca und führte dabei den BC Gladiator als Spielertrainer in die höchste rumänische Spielklasse Divizia A.

## Karriere
Bei der Junioren-Europameisterschaft 1990 machte eine rumänische Juniorenauswahl mit den beiden über 2,20 m großen Riesen Gheorghe Mureșan und Constantin Popa sowie unter anderem Antonio Alexe, Marcel Țenter und Roschnafsky auf sich aufmerksam und verpasste nach dem Halbfinaleinzug auf dem vierten Platz nur knapp einen Medaillengewinn. Nach dem Auftaktsieg beim Turnier in den Niederlanden gegen die deutsche Nachwuchsauswahl gewann man auch die folgenden vier Spiele unter anderem gegen Spanien und feierte den Gruppensieg. Im Halbfinale verlor man trotz unter anderem 31 Punkten von Roschnafsky mit einem Punkt Unterschied gegen den Nachwuchs der Sowjetunion, bevor man im kleinen Finale um die Bronzemedaille deutlich den Spaniern unterlag. Das war die beste Platzierung einer männlichen rumänischen Nachwuchsauswahl bei europäischen Endrunden des europäischen Basketballverbands. Ein Jahr später erreichte die Auswahl bei der Junioren-Weltmeisterschaft 1991 im kanadischen Edmonton den fünften Platz, wobei Roschnafsky mit knapp 22 Punkten pro Spiel hinter seinem Mannschaftskameraden Mureșan zu den fünf Korbschützen des Turniers gehörte. Anschließend scheiterten Mureșan, Țenter und Roschnafsky 1992 mit der Vereinsmannschaft CSU Cluj-Napoca trotz eines 107:101-Heimsiegs im Hinspiel gegen den hohen französischen Favoriten ÉB Pau-Orthez am Einzug in die Gruppenphase des Europapokals der Pokalsieger. Wiederum knapp ein Jahr später verpasste Roschnafsky mit der rumänischen Herrenauswahl beim europäischen Qualifikationsturnier die Teilnahme am olympischen Basketballturnier 1992 nach Niederlagen gegen Kroatien, Griechenland und auch der deutschen Auswahl.
Die deutsche Heimat seiner Vorfahren sollte aber anschließend für die folgenden 13 Jahre seine Wirkungsstätte sein. Während Mureșan nach dem gemeinsamen Meisterschaftsgewinn mit U Cluj-Napoca vor seiner Karriere in der NBA noch ein Jahr beim vormaligen Europapokalgegner Pau-Orthez spielte, wechselte Roschnafsky zum deutschen Pokalsieger TTL Bamberg. Aber auch mit dem Bamberger Verein verpasste er in der Saison 1992/93 den Einzug in die Gruppenphase des Europapokals der Pokalsieger und wurde am Ende der Bundesliga-Spielzeit 1992/93 deutscher Vizemeister hinter Serienmeister TSV Bayer 04 Leverkusen, der den Bambergern auch den Titel im Pokalwettbewerb wieder abnahm. Wegen seiner deutschen Abstammung bekam Roschnafsky zwar die deutsche Staatsbürgerschaft zuerkannt, doch nach seinen internationalen Einsätzen für Rumänien blieb er ohne Möglichkeit für eine Einberufung in die deutsche Nationalmannschaft. Diese gewann im Sommer 1993 als Gastgeber mit Roschnafskys Vereinskameraden Kai Nürnberger und Mike Jackel überraschend die EM-Endrunde 1993, bei der die rumänische Auswahl nicht zu den 16 Teilnehmern gehörte. In den folgenden drei Jahren waren die Bamberger zwar in der Regel der beste Südklub der Bundesliga, scheiterten aber jeweils im Halbfinale um die deutsche Meisterschaft an den Nordklubs Brandt Hagen, Alba Berlin und Serienmeister Leverkusen. Zwar endete in der Bundesliga-Saison 1996/97, die seit 1995 wieder ohne regionale Gruppen ausgetragen wurde, die Leverkusener Vorherrschaft nach sieben Meisterschaften in Folge, doch die Bamberger konnten davon nicht profitieren, sondern verloren die Halbfinalserie gegen den starken Aufsteiger Telekom Baskets Bonn. Als Hauptrundendritter verloren die Bamberger schließlich auch die Halbfinalserie der Bundesliga-Spielzeit 1997/98 gegen den Siebten SSV Ulm. International spielten die Bamberger fast durchgehend im Korać-Cup, ohne dort aber jemals das Achtelfinale in dieser Zeit zu erreichen. Zur Saison 1998/99 konnte sich Roschnafsky mit den Bambergern auf keine Vertragsverlängerung mehr einigen und er verließ den Verein.
Stattdessen wechselte Roschnafsky zur Zweitligasaison 1998/99 zum Zweitligisten SSV Hagebau Weißenfels, der unter Trainer Frank Menz mit den ehemaligen Erstliga-Spielern Ingo Freyer und Douglas Spradley 1999 in die Bundesliga nachrückte. Nach einem hervorragenden sechsten Hauptrundenplatz scheiterte die erste Mannschaft aus dem Beitrittsgebiet von 1990 in der höchsten deutschen Herren-Spielklasse im Play-off-Viertelfinale an den Skyliners Frankfurt. Anschließend wechselte Roschnafsky zum Tabellennachbarn und Fünften Herzogtel Trier, wo bereits sein ehemaliger Bamberger Mannschaftskamerad Keith Gray spielte. Mit dieser Mannschaft spielte er auch wieder im Korać-Cup, wobei man aber eher früh ausschied. Während die Trierer in der Liga abrutschten und sich zweimal in Folge nicht für die Play-offs qualifizierten, gewann Roschnafsky mit der Mannschaft beim Pokal-Top-Four 2001 nun auch einen Titel in Deutschland. Da aber der Trierer Namenssponsor zahlungsunfähig wurde, stand die folgende Bundesliga-Saison 2001/02 unter keinem guten Stern, als auch die Trierer Spielbetriebsgesellschaft Insolvenz anmelden musste.
Trotz des Klassenerhalts und eines Neuanfangs in der höchsten Spielklasse verließ Roschnafsky Trier und wechselte erneut in die zweite Liga zu Union Basket Schwelm. Trotz einer guten Saisonvorbereitung verpassten die Schwelmer als Zweiter der Nordgruppe den Aufstieg hinter dem TSV Quakenbrück, der nach knapp verpasstem Aufstieg zuvor mit einer niederlagenlosen Saison nun den Aufstieg in die höchste Spielklasse erreichte. Mit nur zwei Saisonniederlagen in der Zweitliga-Spielzeit 2003/04 war dies schließlich auch den Schwelmern vergönnt, die sich jedoch als Aufsteiger in der Bundesliga-Spielzeit 2004/05 ungleich schwerer taten als Aufsteiger Quakenbrück in der Vorsaison. Mit nur vier Siegen in 30 Saisonspielen wurde man abgeschlagen Tabellenletzter und stieg sofort wieder ab. Mit nunmehr 35 Jahren brach Roschnafsky seine Zelte in Deutschland ab und kehrte in sein Geburtsland zurück, während sein früherer rumänischer Mannschaftskamerad Marcel Țenter, der nach Roschnafsky ebenfalls kurzzeitig in Bamberg gespielt hatte, mit Falke Nürnberg nach fünf Jahren den Erstliga-Aufstieg erreichte.
In Siebenbürgen spielte Roschnafsky die folgenden beiden Spielzeiten ab 2005 wieder für seinen ehemaligen Verein CSU Cluj-Napoca, mit dem er nach längerer Pause 2006 wieder einmal die Finalserie um die Meisterschaft erreichte, die jedoch gegen Serienmeister CSU Asesoft Ploiești verloren ging. Unter Namenssponsor Mobitelco kehrte man auch auf die internationale Bühne zurück und gewann von vier Spielen in der FIBA EuroCup Challenge 2005/06 zumindest das Heimspiel gegen Ironi Aschkelon, nachdem Meister Ploiești diesen Wettbewerb in der Vorsaison gewonnen hatte. Bei der folgenden Austragung erreichte die Mannschaft, in die nun auch Țenter zurückgekehrt war, den Gruppensieg in der Vorrunde punktgleich mit dem späteren zyprischen Finalisten Keravnos Strovolou, verlor aber das Viertelfinale gegen dessen nationalen Konkurrenten Apollon Limassol.
In seiner Heimat wurde Roschnafsky auch als Trainer tätig und übernahm schließlich die Mannschaft des zweiten Klausenburger Vereins BC Gladiator, den er als Spielertrainer 2009 zum Aufstieg in die höchste rumänische Spielklasse Divizia A führte. Neben der Hauptstadt Bukarest war Cluj-Napoca damit die einzige rumänische Stadt mit mehr als einer Basketball-Erstligamannschaft. Nach nur fünf Siegen in 30 Spielen musste die Mannschaft als Tabellenletzter jedoch gleich wieder absteigen, obwohl Roschnafsky mit knapp 40 Jahren und knapp acht Rebounds pro Spiel noch zu den zehn besten Spielern dieser Wertungen in jener Saison zählte. Țenter, der 2009 Trainer von Lokalrivale CSU geworden war, konnte zumindest 2011 die Serienmeisterschaften von Ploiești unterbrechen und eine weitere Meisterschaft nach Klausenburg holen. Während Roschnafskys jüngerer Sohn Eduard bei U Cluj-Napoca ebenfalls Ambitionen als Basketballspieler zeigte, wurde Bruno Roschnafsky Anfang 2016 als Bürgermeister-Kandidat für Cluj-Napoca, der sich selbst als sozial-liberal bezeichnenden Partidul Puterii Umaniste (PPU), vorgestellt.